# Hồ Minh Mẫn
Hồ Minh Mẫn (1929–2019), tên thường gọi là Mười Mẫn, bí danh Lê Hoài, là một chính trị gia người Việt Nam, Bí thư Tỉnh ủy Cửu Long, Đại biểu Quốc hội Việt Nam khóa VIII, khóa IX, Chủ tịch Ủy ban nhân dân tỉnh Cửu Long.

## Quê quán
Hồ Minh Mẫn sinh ngày 14 tháng 7 năm 1929 ở cù lao Mây, khi đó còn thuộc thuộc quận Cái Răng, tỉnh Cần Thơ. Năm 1940, toàn bộ đơn vị dân cư trên cù lao đều thuộc làng Thạnh Mỹ Hưng, chuyện sang quận Trà Ôn, tỉnh Vĩnh Long. Năm 1945, làng được đổi thành xã. Năm 1946, xã Thạnh Mỹ Hưng đổi tên thành xã Lục Sĩ Thành, vẫn thuộc huyện Trà Ôn, tỉnh Vĩnh Long đến tận ngày nay.

## Cuộc đời
Tháng 8 năm 1945, ông tham gia cuộc Tổng khởi nghĩa ở huyện Trà Ôn khi mới 16 tuổi. Năm 1946, ông tham gia Đoàn Thanh niên Cứu quốc xã, sau đó tham gia công tác chính quyền ở huyện Trà Ôn, lần lượt trải qua các chức vụ Thư ký Văn phòng Huyện ủy Trà Ôn, Trưởng Văn phòng Hội Liên hiệp quốc dân Việt Nam huyện Trà Ôn, Chi ủy viên Chi bộ Việt Minh huyện Trà Ôn và Cái Nhum,... Năm 1948, ông được kết nạp vào Đảng Cộng sản Đông Dương.
Năm 1950, ông tham gia Huyện đội Cái Ngang (Vĩnh Long), được phân công làm Trưởng tổ Chánh trị, Phó Bí thư Chi bộ Huyện đội. Từ năm 1951 đến 1953, ông lần lượt nắm Xã đội ở các xã Long An và An Đức. Từ tháng 9 năm 1953, ông thôi tham gia công tác quân sự mà chuyển về làm Bí thư Chi bộ xã Hậu Lộc (huyện Tam Bình, Vĩnh Long).
Năm 1955, ông chuyển sang hoạt động ở huyện Châu Thành (Vĩnh Long). Năm 1958, được đề bạt làm Phó Bí thư Huyện ủy Châu Thành, phụ trách công tác binh vận và vũ trang. Năm 1960, ông bị bắt và đày đi Côn Đảo và chỉ được thả khi khi Hiệp định Paris (1973) được ký kết. Năm 1974, ông làm Chánh Văn phòng Tỉnh ủy Vĩnh Long cho đến ngày chiến thắng (1975).
Năm 1976, ông làm Bí thư Huyện ủy Châu Thành Tây thuộc tỉnh Cửu Long mới thành lập. Năm 1977, huyện Châu Thành Tây được đổi tên thành huyện Long Hồ, ông tiếp tục đảm nhận chức vụ Bí thư Huyện ủy, được bầu vào Tỉnh ủy Cửu Long. Năm 1980, ông được bầu vào Thường vụ Tỉnh ủy, giữ vai trò Trưởng Ban Tổ chức Tỉnh ủy Cửu Long.
Năm 1981, ông trúng cử Đại biểu Quốc hội khóa VIII, được bầu làm Ủy viên Ủy ban Kinh tế, Kế hoạch và Ngân sách của Quốc hội (nay là hai Ủy ban Kinh tế và Tài chính–Ngân sách). Năm 1983, được bầu giữ chức Phó Chủ tịch Ủy ban nhân dân tỉnh Cửu Long. Năm 1985, ông trở thành Chủ tịch Ủy ban nhân dân tỉnh Cửu Long. Năm 1986, ông được bầu làm Phó Bí thư Tỉnh ủy Cửu Long. Năm 1987, ông trúng cử Đại biểu Quốc hội khóa IX. Tháng 5 năm 1989, ông trở thành Bí thư Tỉnh ủy Cửu Long cho đến đầu năm 1991.
Tháng 12 năm 1991, tỉnh Cửu Long được tách thành hai tỉnh Vĩnh Long và Trà Vinh, ông giữ chức Phó Bí thư Thường trực Tỉnh ủy Vĩnh Long, Trưởng đoàn Đại biểu Quốc hội khóa IX đơn vị tỉnh Vĩnh Long cho đến khi về hưu vào năm 1998.
Ông mất vào ngày 5 tháng 12 năm 2019.

## Tặng thưởng
- Huân chương Độc lập hạng Nhì
- Huân chương Kháng chiến chống Pháp hạng Ba
- Huân chương Kháng chiến chống Mỹ hạng Nhất
- Huân chương Quyết thắng hạng Nhất
- Huy chương Giải phóng hạng Nhất, Nhì
- Huy hiệu 70 năm tuổi Đảng
- Huân chương Đại đoàn kết dân tộc[2]
- Kỷ niệm chương "Chiến sĩ cách mạng bị bắt tù đày"